# 1945 год в музыке

## События
- 20 марта 1945 года в Риге была учреждена первая в Латвии музыкальная школа для особо одарённых детей, которой в 1950 году было присвоено имя латышского композитора Эмиля Дарзиня.
- Золотыми лауреатами Третьего всесоюзного конкурса музыкантов-исполнителей в Москве стали пианисты Святослав Рихтер, Виктор Мержанов и виолончелист Мстислав Ростропович
- Анатолием Новиковым написана песня «Эх, дороги…» на стихи Льва Ошанина

Появились песни:
- «Казаки в Берлине» (муз. бр. Покрасс, сл. Ц. Солодарь)
- «Ехал я из Берлина» (муз. И. Дунаевский, сл. Л. Ошанин)
- «Давно мы дома не были» (муз. В. Соловьёв-Седой, сл. А. Фатьянов)
- «Услышь меня, хорошая» (муз. В. Соловьёв-Седой, сл. М. Исаковский)
- «Дорога на Берлин» (муз. М. Фрадкин, сл. Е. Долматовский)
- «Песенка фронтового шофёра» (Эх, путь-дорожка) (муз. Б. Мокроусов, сл. Н. Лабковский)
- «Когда проходит молодость» (муз. В. Сорокин, сл. А. Фатьянов)
- «Ой, родился Бетховен…» (муз. И.Толкунова, сл. П,Татьянова, официальное исполнение Ю.Картюнской)

## Выпущенные альбомы
- Бинг Кросби — «Merry Christmas»
- Юлия Картюнская — «Устами народа»

## Классическая музыка
- Сэмюэл Барбер — «Концерт для виолончели»
- Джордж Крам — «Four Pieces for violin and piano», «Four Songs for voice, clarinet and piano» и «Соната для пианино»
- Рихард Штраус — «Metamorphosen for 23 solo strings»
- Игорь Стравинский — «Ebony Concerto for clarinet and jazz band» и «Скерцо в русском стиле»
- Дмитрий Шостакович — «Симфония № 9»

## Родились

### Январь
- 1 января — Луиджи Альберто Бьянки (ум. 2018) — итальянский скрипач и альтист[1]
- 3 января — Стивен Стиллз — американский певец, автор песен и мультиинструменталист, участник групп Buffalo Springfield и Crosby, Stills, Nash & Young
- 4 января — Веса-Матти Лойри (ум. 2022) — финский актёр, певец и флейтист
- 10 января — Род Стюарт — британский певец, автор песен и продюсер, вокалист групп The Jeff Beck Group и Faces
- 11 января — Тони Кэй — британский музыкант, клавишник группы Yes
- 12 января
  - Анатолий Пономаренко (ум. 2020) — советский и российский оперный певец (баритон)
  - Андрей Шишлов (ум. 2016) — советский и российский скрипач и музыкальный педагог
- 14 января — Адисс Хармандян (ум. 2019) — ливано-армянский и американский певец и композитор
- 15 января — Виталий Ходош (ум. 2016) — советский и российский композитор и музыкальный педагог
- 17 января — Иван Карабиц (ум. 2002) — советский и украинский композитор, дирижёр и музыкальный педагог
- 18 января — Бенард Игнер (ум. 2017) — американский джазовый певец, музыкант, композитор и продюсер
- 21 января — Нина Абт-Нейферт (ум. 2018) — советская и российская оперная певица (сопрано) и педагог

### Февраль
- 6 февраля — Боб Марли (ум. 1981) — ямайский гитарист, певец и композитор
- 14 февраля — Вик Бриггс (ум. 2021) — британский музыкант, гитарист группы Eric Burdon and the Animals
- 17 февраля — Улла Пиа (ум. 2020) — датская певица и актриса
- 19 февраля — Юрий Антонов — советский и российский эстрадный певец и композитор
- 25 февраля — Евгений Бражник (ум. 2023) — советский и российский дирижёр
- 27 февраля — Наталья Попович (ум. 2018) — советский и российский хормейстер, главный хормейстер театра «Новая опера» (1991—2017)

### Март
- 3 марта — Бруно Филиппини (ум. 2023) — итальянский певец и музыкант
- 6 марта — Хью Гранди[англ.] — британский музыкант, барабанщик группы The Zombies
- 14 марта — Уолтер Паразейдер[англ.] — американский музыкант, саксофонист и флейтист группы Chicago
- 15 марта — Юрий Романов (ум. 2015) — советский и российский композитор, педагог и концертмейстер
- 21 марта — Роуз Стоун[англ.] — американская певица и музыкант, вокалистка и клавишница группы Sly & the Family Stone
- 22 марта — Пит Андерсон (ум. 2016) — советский и латвийский певец и гитарист
- 23 марта — Франко Баттиато (ум. 2021) — итальянский композитор, эстрадный певец, музыкант, художник и режиссёр
- 25 марта — Георгий Мамиконов (ум. 2021) — советский и российский музыкант и певец, основатель и руководитель группы «Доктор Ватсон»
- 30 марта — Эрик Клэптон — британский гитарист, певец и автор песен, участник групп The Yardbirds и Cream[2]

### Апрель
- 2 апреля — Ричард Тарускин (ум. 2022) — американский музыковед и музыкальный критик
- 3 апреля
  - Виталий Газинский (ум. 2019) — советский и украинский дирижёр, композитор и музыкальный педагог
  - Катрин Спаак (ум. 2022) — французская и итальянская актриса и певица
- 9 апреля — Стив Гэдд — американский барабанщик
- 11 апреля — Иван Пономаренко (ум. 2019) — советский и украинский оперный певец (баритон)
- 13 апреля — Джоан Акочелла (ум. 2024) — американская журналистка и танцевальный критик
- 14 апреля — Ричи Блэкмор — британский гитарист, участник групп Deep Purple, Rainbow и Blackmore’s Night
- 19 апреля — Андрей Меньшиков (ум. 2017) — советский и российский поэт, драматург и сценарист, автор текстов песен
- 21 апреля — Диана Дарви (ум. 2000) — британская певица, актриса и танцовщица
- 24 апреля
  - Дуг Клиффорд — американский музыкант, основатель и барабанщик группы Creedence Clearwater Revival
  - Роберт Найт (ум. 2017) — американский певец
- 25 апреля
  - Стю Кук[англ.] — американский музыкант, бас-гитарист группы Creedence Clearwater Revival
  - Бьорн Ульвеус — шведский певец, музыкант и композитор, гитарист и вокалист группы ABBA
- 30 апреля — Мими Фаринья (ум. 2001) — американская певица и автор песен

### Май
- 6 мая — Боб Сигер — американский певец, музыкант и автор песен
- 9 мая — Павел Слободкин (ум. 2017) — советский и российский композитор, продюсер, режиссёр и педагог, основатель и руководитель ВИА «Весёлые ребята»
- 12 мая
  - Иэн Маклэган (ум. 2014) — британский музыкант, клавишник групп Small Faces и Faces
  - Кит Олсен (ум. 2020) — американский продюсер и звукорежиссёр
- 14 мая — Григорий Жислин (ум. 2017) — советский и российский скрипач, альтист и музыкальный педагог
- 17 мая — Николай Зиновьев (ум. 2018) — советский и российский поэт-песенник
- 19 мая — Пит Таунсенд — британский музыкант, певец и композитор, основатель, гитарист и автор песен группы The Who
- 28 мая — Джон Фогерти — американский певец и музыкант, вокалист, гитарист и автор песен группы Creedence Clearwater Revival
- 29 мая — Гэри Брукер (ум. 2022) — британский музыкант и композитор, основатель, вокалист и клавишник группы Procol Harum

### Июнь
- 7 июня — Билли Батлер[англ.] (ум. 2015) — американский певец и автор песен
- 11 июня — Александр Корчагин (ум. 2022) — советский и российский виолончелист и музыкальный педагог
- 14 июня
  - Род Арджент — британский певец, музыкант и композитор, основатель, клавишник и вокалист групп The Zombies и Argent
  - Ойтожихон Шобдонова (ум. 2022) — советская и киргизская актриса и певица
- 24 июня — Колин Бланстоун — британский певец, музыкант и автор песен, вокалист группы The Zombies
- 25 июня — Карли Саймон — американская певица и автор песен

### Июль
- 1 июля — Дебби Харри — американская певица и автор песен, вокалистка группы Blondie
- 4 июля — Дэвид Макуильямс (ум. 2002) — североирландский певец, автор-исполнитель и гитарист
- 14 июля — Джим Гордон (ум. 2023) — американский музыкант и автор песен, барабанщик группы Derek and the Dominos
- 16 июля — Нотис Маврудис (ум. 2023) — греческий композитор и гитарист[3]
- 18 июля — Дэнни Маккаллох (ум. 2015) — британский музыкант, бас-гитарист группы Eric Burdon & The Animals
- 20 июля — Джон Лодж — британский музыкант, бас-гитарист, вокалист и автор песен группы The Moody Blues
- 22 июля — Майкл Бёрджесс[англ.] (ум. 2015) — канадский актёр и певец
- 31 июля — Ян Табачник (ум. 2023) — советский и украинский аккордеонист и композитор

### Август
- 10 августа — Олег Галахов (ум. 2023) — советский и российский композитор
- 12 августа — Валерий Калинин — российский хоровой дирижёр
- 19 августа — Иэн Гиллан — британский певец и автор песен, вокалист группы Deep Purple
- 24 августа
  - Коля Васин (ум. 2018) — советский и российский музыковед, коллекционер и писатель
  - Кен Хенсли (ум. 2020) — британский рок-музыкант, клавишник, гитарист и вокалист группы Uriah Heep
- 29 августа — Владимир Сурначёв (ум. 2015) — советский и российский музыкант, концертмейстер и музыкальный педагог
- 31 августа — Ван Моррисон — североирландский автор-исполнитель и мультиинструменталист

### Сентябрь
- 8 сентября — Рон Маккернан[англ.] (ум. 1973) — американский музыкант, клавишник и вокалист группы Grateful Dead
- 15 сентября — Джесси Норман (ум. 2019) — американская оперная певица (сопрано, меццо-сопрано)
- 16 сентября — Евгений Могилевский (ум. 2023) — советский и бельгийский пианист и музыкальный педагог
- 18 сентября — Филип Слоун[англ.] (ум. 2015) — американский автор-исполнитель
- 20 сентября
  - Гулназар Келди (ум. 2020) — советский и таджикский поэт и журналист, автор текста Национального гимна Республики Таджикистан
  - Александр Столяров (ум. 2020) — советский и российский певец, солист Ансамбля песни и пляски Тихоокеанского флота
- 26 сентября
  - Владимир Бурылёв (ум. 2015) — советский и российский оперный певец (баритон) и музыкальный педагог
  - Гал Коста (ум. 2022) — бразильская певица
  - Брайан Ферри — британский певец и автор песен, вокалист группы Roxy Music

### Октябрь
- 4 октября — Людмила Туманова (ум. 2018) — советская и российская певица, гитаристка и автор песен
- 13 октября — Кристоф (ум. 2020) — французский певец, музыкант и автор песен
- 22 октября
  - Эдди Бригати[англ.] — американский певец, вокалист группы The Rascals
  - Лесли Уэст (ум. 2020) — американский гитарист, автор песен и певец, один из основателей группы Mountain
- 27 октября — Олег Мильштейн (ум. 2015) — советский, молдавский и российский композитор и аранжировщик, основатель и руководитель ВИА «Оризонт»
- 30 октября — Ян Талих (ум. 2020) — чешский альтист

### Ноябрь
- 11 ноября — Крис Дрэя — британский музыкант, ритм-гитарист и басист группы The Yardbirds
- 12 ноября — Нил Янг — канадский певец, гитарист и автор песен, участник групп Buffalo Springfield и Crosby, Stills, Nash & Young
- 15 ноября — Анни-Фрид Лингстад — шведская певица, вокалистка группы ABBA
- 16 ноября — Пол Рэймонд (ум. 2019) — британский музыкант, гитарист и клавишник группы UFO
- 26 ноября — Джон Макви[англ.] — британский музыкант, бас-гитарист группы Fleetwood Mac
- 30 ноября
  - Роджер Гловер — британский музыкант, автор песен и продюсер, басист группы Deep Purple
  - Раду Лупу (ум. 2022) — румынский пианист

### Декабрь
- 3 декабря — Игорь Шаповалов (ум. 2020) — советский и российский артист балета, балетмейстер, хореограф, режиссёр и педагог
- 5 декабря — Джефф Эмерик (ум. 2018) — британский звукорежиссёр и музыкальный продюсер
- 8 декабря — Юрий Марусин (ум. 2022) — советский и российский оперный певец (тенор)
- 9 декабря — Рая Евлоева (ум. 2015) — советская и российская ингушская гармонистка, певица, композитор и хореограф
- 16 декабря
  - Франк Досталь (ум. 2017) — немецкий певец, автор песен и продюсер
  - Тони Хикс[англ.] — британский певец и музыкант, гитарист группы The Hollies
- 20 декабря — Питер Крисс — американский музыкант, основатель, барабанщик и вокалист группы Kiss
- 24 декабря — Лемми (ум. 2015) — британский рок-музыкант, основатель, бас-гитарист и вокалист группы Motörhead
- 25 декабря
  - Ноэль Реддинг (ум. 2003) — британский музыкант, бас-гитарист группы The Jimi Hendrix Experience
  - Михаил Юровский (ум. 2022) — советский и немецкий дирижёр
- 27 декабря
  - Владимир Гайков (ум. 2018) — советский и российский ударник и музыкальный педагог
  - Андрей Петров (ум. 2023) — советский и российский артист балета и хореограф
- 29 декабря — Маржори Ноэль (ум. 2000) — французская певица

### Без точной даты
- Александр Галковский (ум. 2016) — советский и российский альтист и музыкальный педагог
- Ануп Гхошал (ум. 2023) — индийский закадровый исполнитель и кинокомпозитор
- Ричард Туп (ум. 2017) — австралийский музыковед британского происхождения

## Скончались

### Январь
- 8 января — Фёдор Акименко (68) — украинский композитор, пианист и музыкальный педагог[4]
- 30 января — Уильям Буш (43) — британский композитор и пианист

### Февраль
- 10 февраля — Эрнесто Вальехо (35) — филиппинский скрипач
- 11 февраля — Эл Дубин (53) — американский поэт-песенник
- 14 февраля — Эмильена д’Алансон (75) — французская актриса и танцовщица
- 25 февраля — Мариу де Андради (51) — бразильский поэт, писатель, музыковед, искусствовед, критик и фотограф

### Март
- 3 марта — Бланш Арраль (80) — бельгийская оперная певица (колоратурное сопрано)
- 8 марта — Мусий Алексеенко (73) — русский и советский бандурист и торбанист
- 12 марта — Дмитрий Астраданцев (41) — советский композитор и пианист
- 14 марта — Франсиско Брага (76) — бразильский композитор и дирижёр
- 30 марта — Эрнст Вольтерс (51) — швейцарский скрипач и дирижёр

### Апрель
- 2 апреля — Рудольф Мария Брайтхаупт (71) — немецкий пианист и музыкальный педагог
- 8 апреля — Лиззи Вальдмюллер (40) — немецкая актриса и певица австрийского происхождения
- 9 апреля — Нурпеис Байганин (84/85) — казахский советский акын
- 19 апреля — Алоис Бургшталлер (72) — немецкий оперный певец (тенор)[5]

### Май
- 10 мая — Фриц фон Бозе (79) — немецкий пианист, музыкальный педагог и композитор

### Июнь
- 26 июня — Николай Черепнин (72) — русский композитор и дирижёр

### Июль
- 21 июля — Михаил Анцев (79) — советский белорусский композитор, хоровой дирижёр и музыкальный педагог

### Август
- 23 августа — Лео Борхард (46) — немецкий дирижёр российского происхождения
- 30 августа — Арсен Арсенко (42) — советский белорусский оперный певец (баритон)

### Сентябрь
- 6 сентября — Меджид Бейбутов (72) — азербайджанский советский певец-ханенде
- 15 сентября — Антон Веберн (61) — австрийский композитор и дирижёр
- 24 сентября — Архентинита (47) — испанская танцовщица и хореограф
- 26 сентября — Бела Барток (64) — венгерский композитор, пианист и музыковед[6]

### Октябрь
- 16 октября — Джеймс Монако[англ.] (60) — американский композитор итальянского происхождения
- 17 октября — Морис Айо (83) — французский скрипач
- 21 октября — Франц фон Блон (84) — немецкий композитор и дирижёр

### Ноябрь
- 7 ноября — Гас Эдвардс[англ.] (67) — американский автор песен и водевилей
- 11 ноября — Джером Керн (60) — американский композитор
- 19 ноября — Рут Альмен (75) — шведская пианистка, композитор и музыкальный педагог
- 23 ноября — Леон ван Хаут (80) — бельгийский альтист и музыкальный педагог

### Декабрь
- 2 декабря — Евсей Белоусов (63) — русский и американский виолончелист и музыкальный педагог
- 6 декабря — Макс Бендикс (79) — американский скрипач, дирижёр и музыкальный педагог
- 11 декабря — Северин Айзенбергер (66) — польский пианист и композитор
- 13 декабря — Витторио Мария Ванцо (83) — итальянский дирижёр и музыкальный педагог

### Без точной даты
- Йозеф Вайс (80/81) — немецкий пианист и композитор еврейского происхождения
- Анастасия Дическу (57/58) — румынская оперная певица и музыкальный педагог, первый директор Бессарабской оперы
- Акбала Жангабылов (48/49) — казахский кюйши и домбрист
- Василий Петрович Ступницкий — украинский дирижёр и композитор (66)